# Musée archéologique national d'Ombrie
Pour les articles homonymes, voir Musée archéologique national.
Le musée national d'archéologie de l'Ombrie (en italien Museo archeologico nazionale dell'Umbria) est l'un des musées de la ville de Pérouse dans la région de l'Ombrie en Italie.
Son siège est installé dans l'ancien couvent San Domenico, accessible depuis la piazza Giordano Bruno, qui comporte deux cloîtres et les galeries des deux étages exposent une collection importante de sarcophages architectoniques, à couvercles figurés et des cippes de balisage des tombes. 

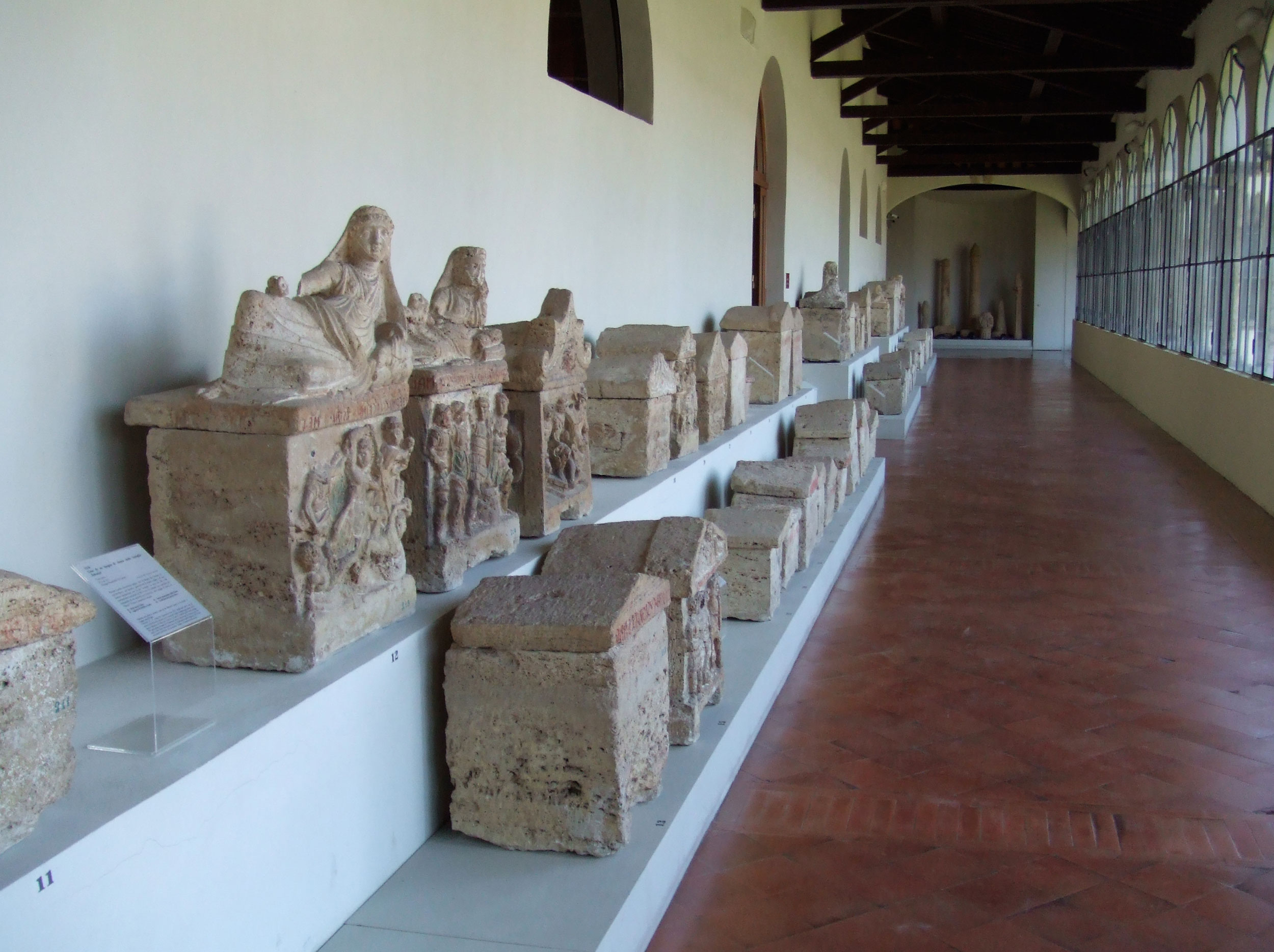
Alignement des sarcophages dans la galerie supérieure.

## Collections
Outre des pièces préhistoriques et romaines, y sont exposées principalement des collections prestigieuses de vestiges étrusques avec les pièces maîtresses suivantes : 
- Le sarcofago dallo Sperandio,
- Le cippo perugino,
- les bronzi arcaici di Castel San Mariano,
- une centaine de sarcophages en pierre, décorés de motifs mythologiques,
- des vases à figures noires et d'autres à figures rouges, datant du VIIe siècle av. J.-C. au IVe siècle av. J.-C.,
- la Tomba dei Cai Cutu, la reconstitution d'une tombe majeure avec certains des éléments originaux du mobilier funéraire.

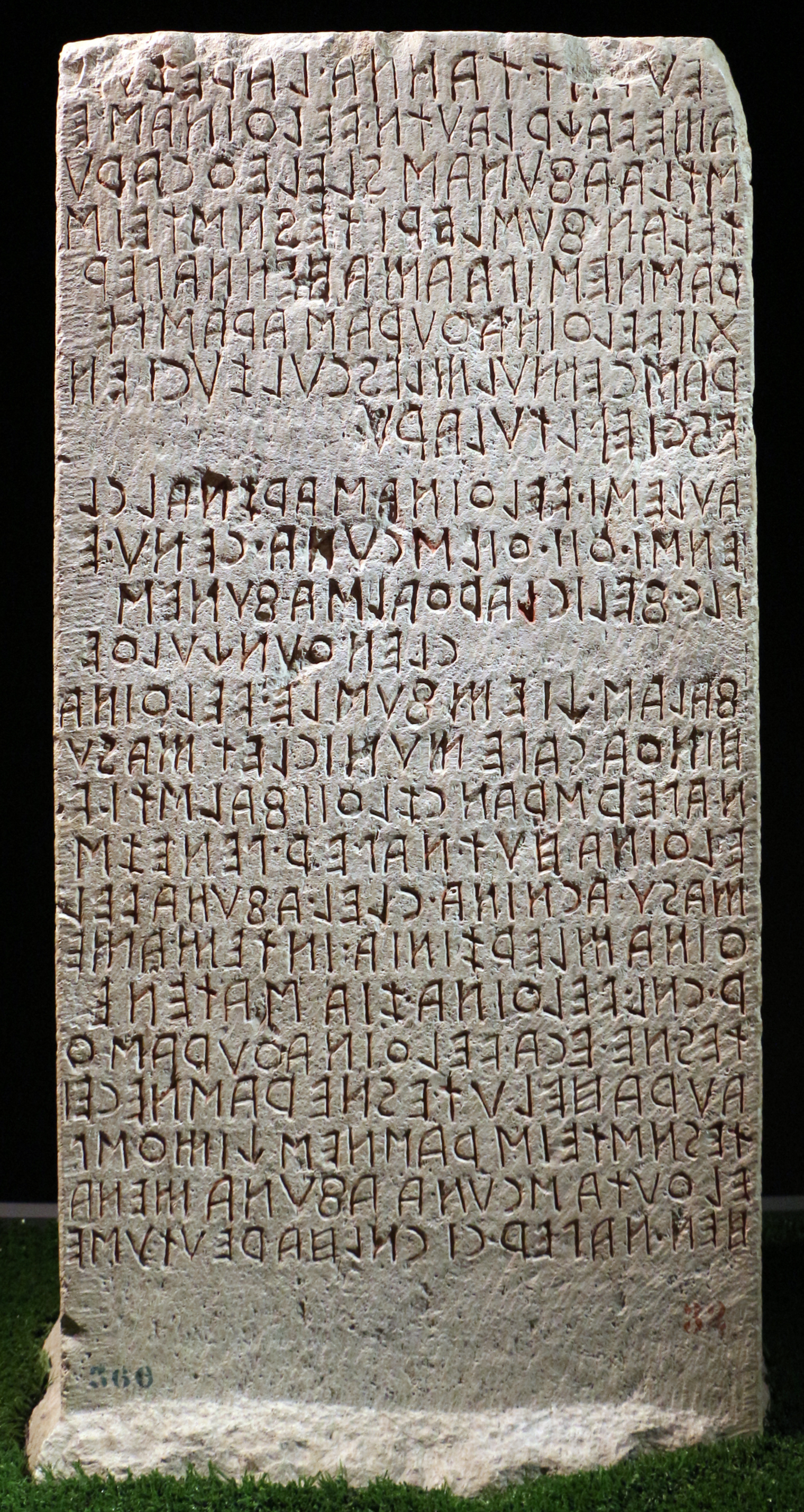
Le « cippo perugino »
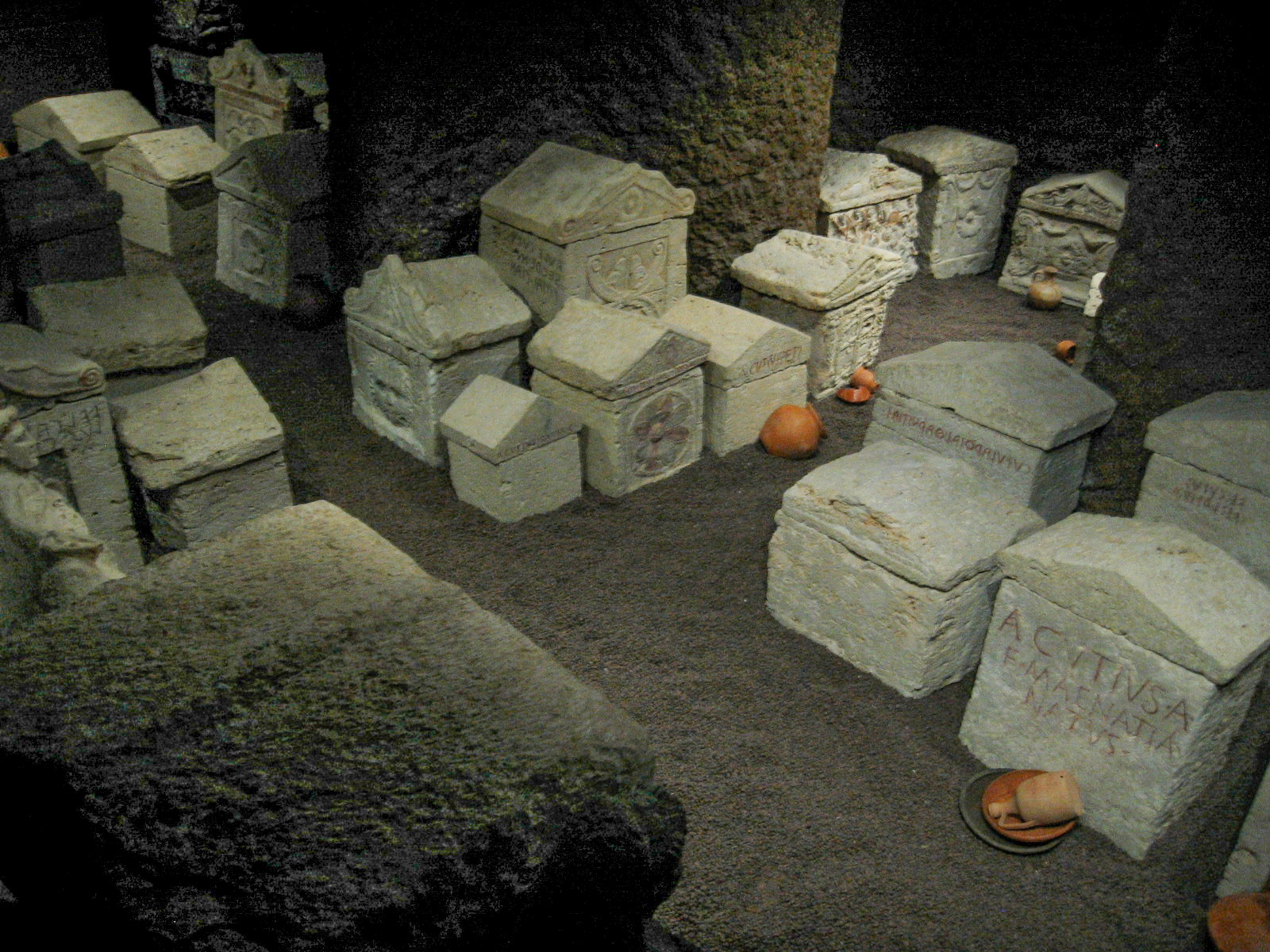
La tombe reconstituée des Cai Cutu.
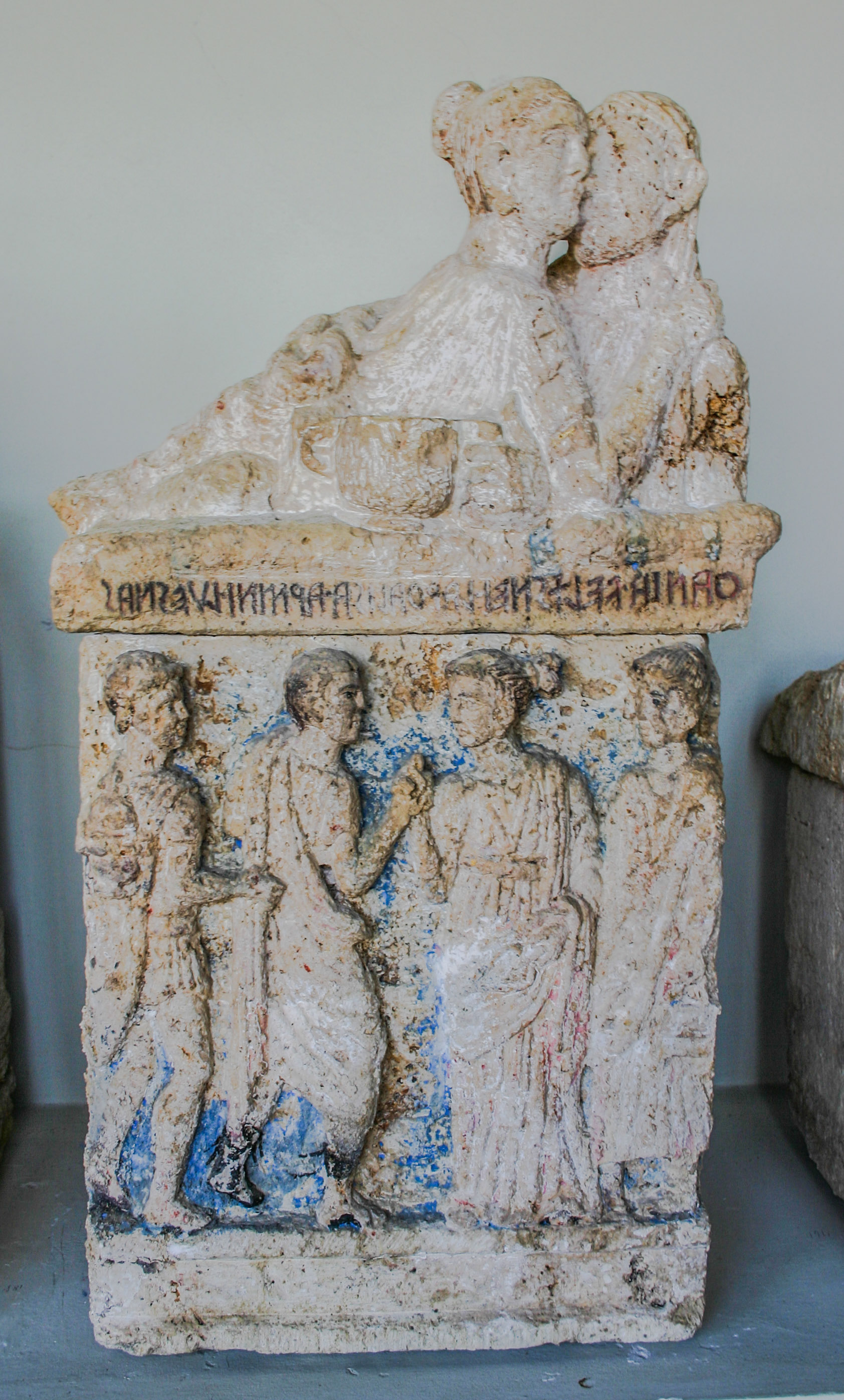
Sarcophage des époux.
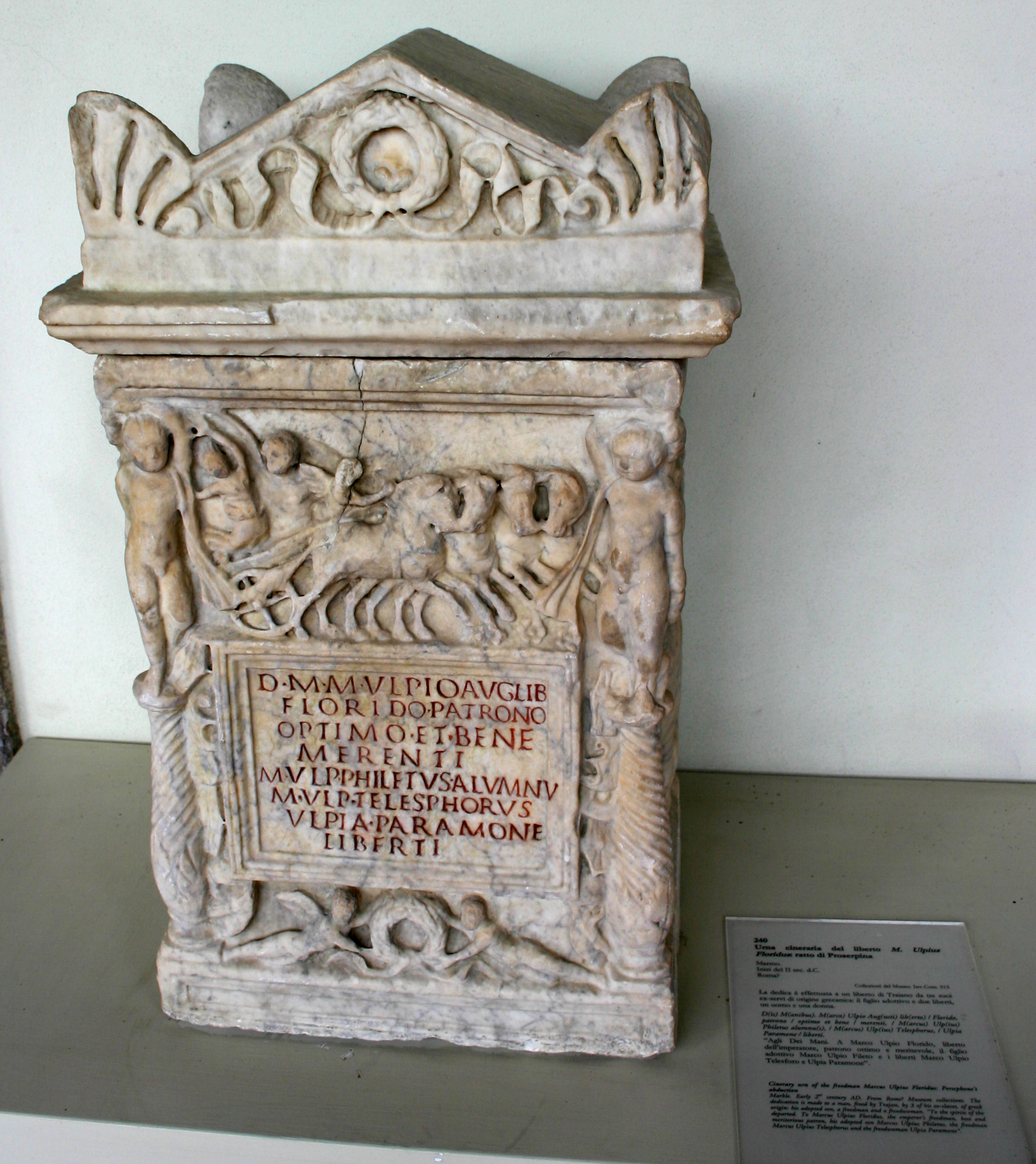
Urne à inscription latine.
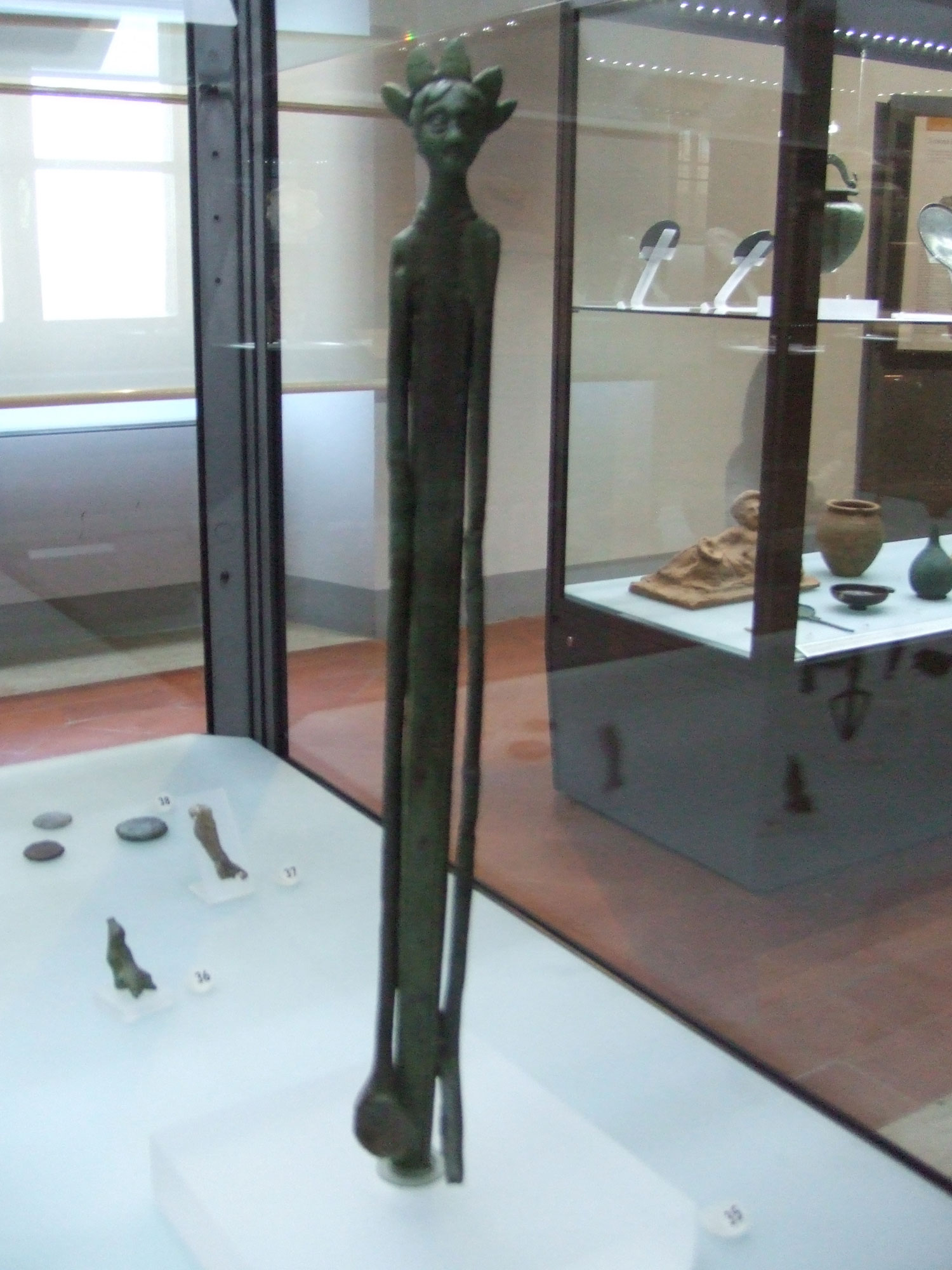
Bronzetti et statuette filiforme votive analogue à l'Ombra della sera de Volterra.
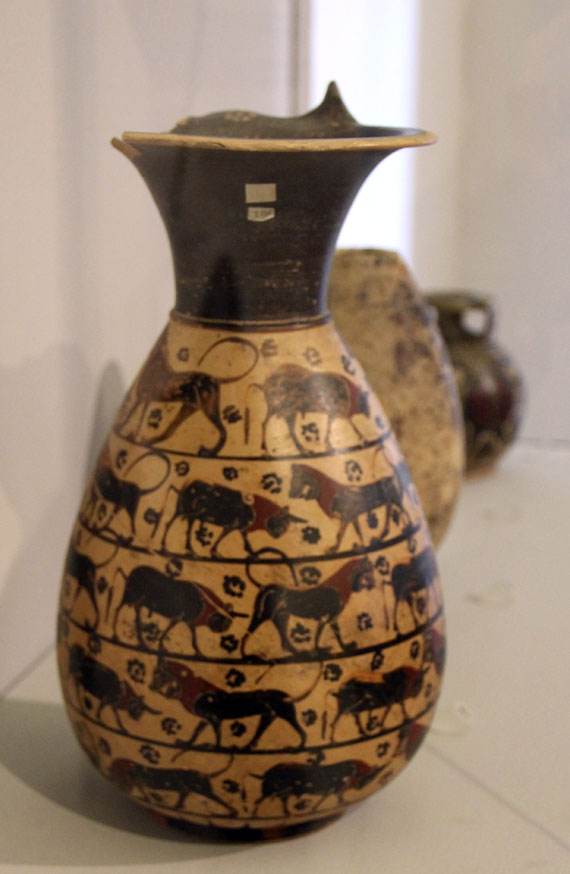
Vase avec bœufs et lions. Vers -640.
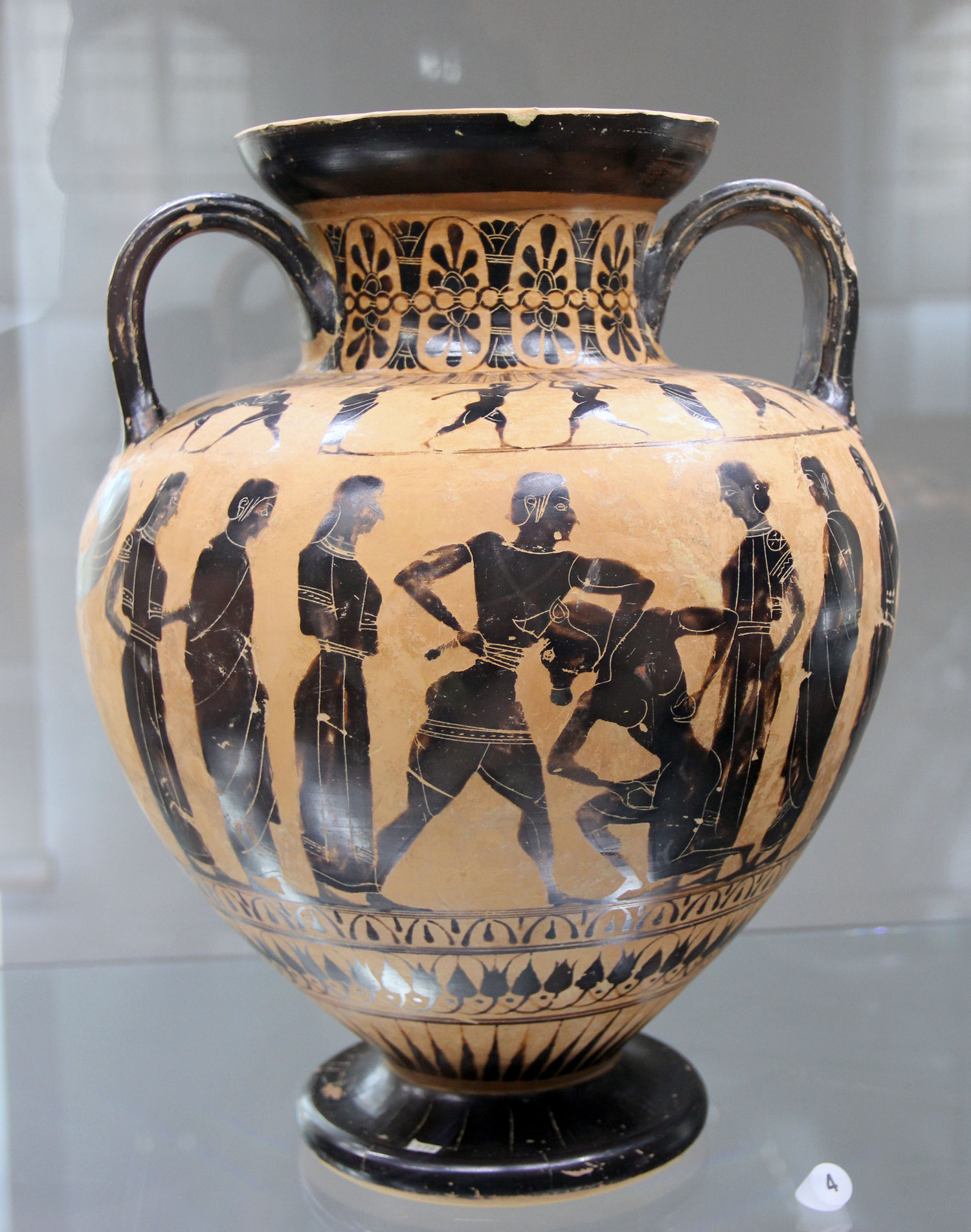
Thésée et le Minotaure. Vers -550.
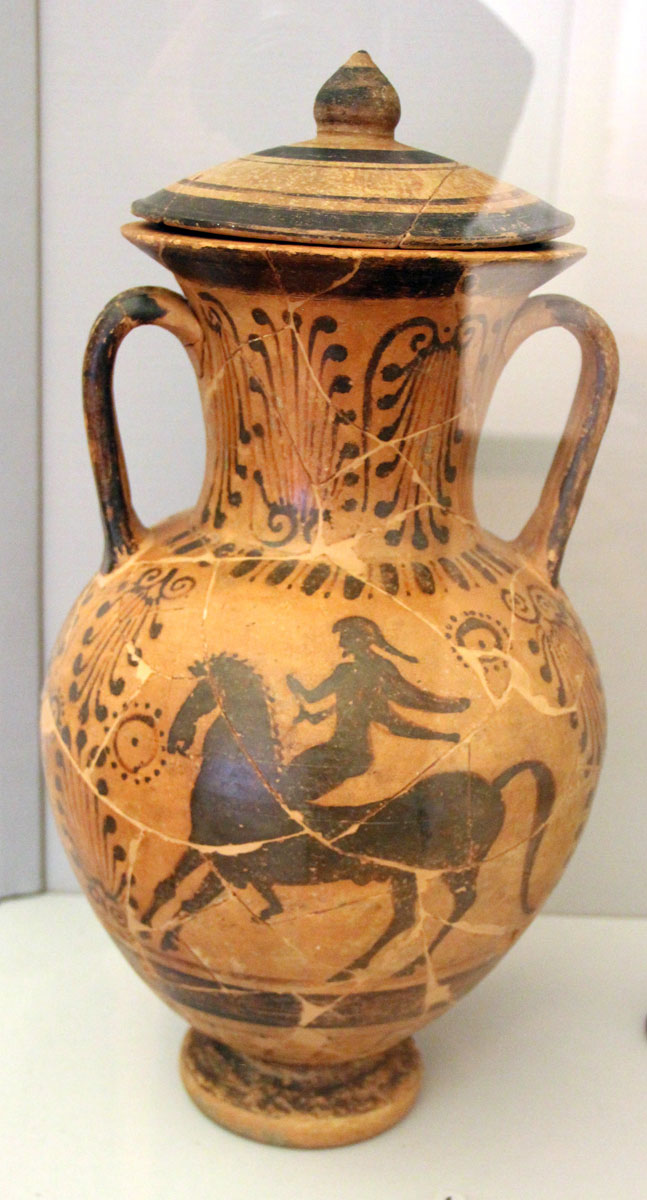
Cavalier. Vers -500.
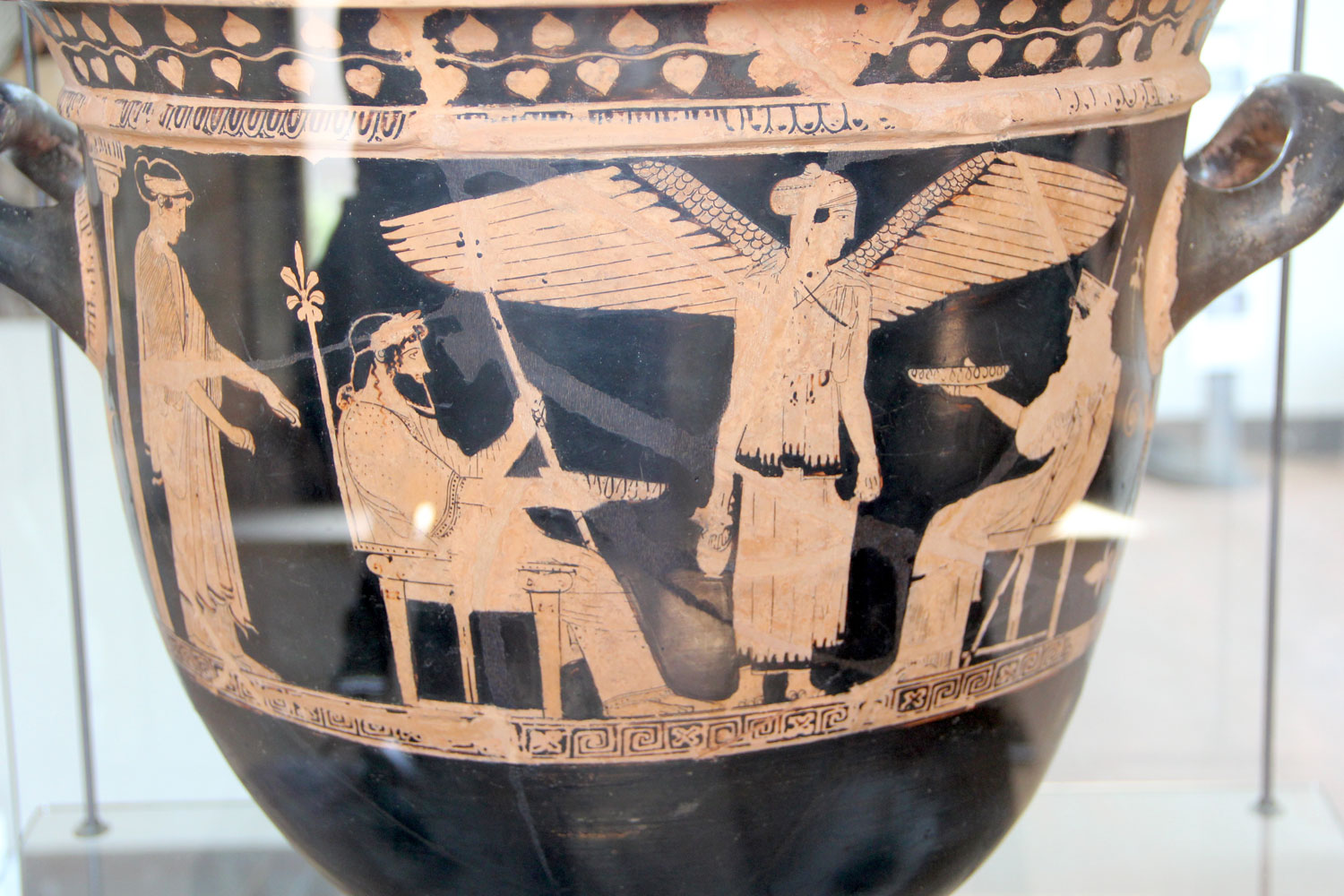
Nikè entre Zeus et Héra. Vers -350.
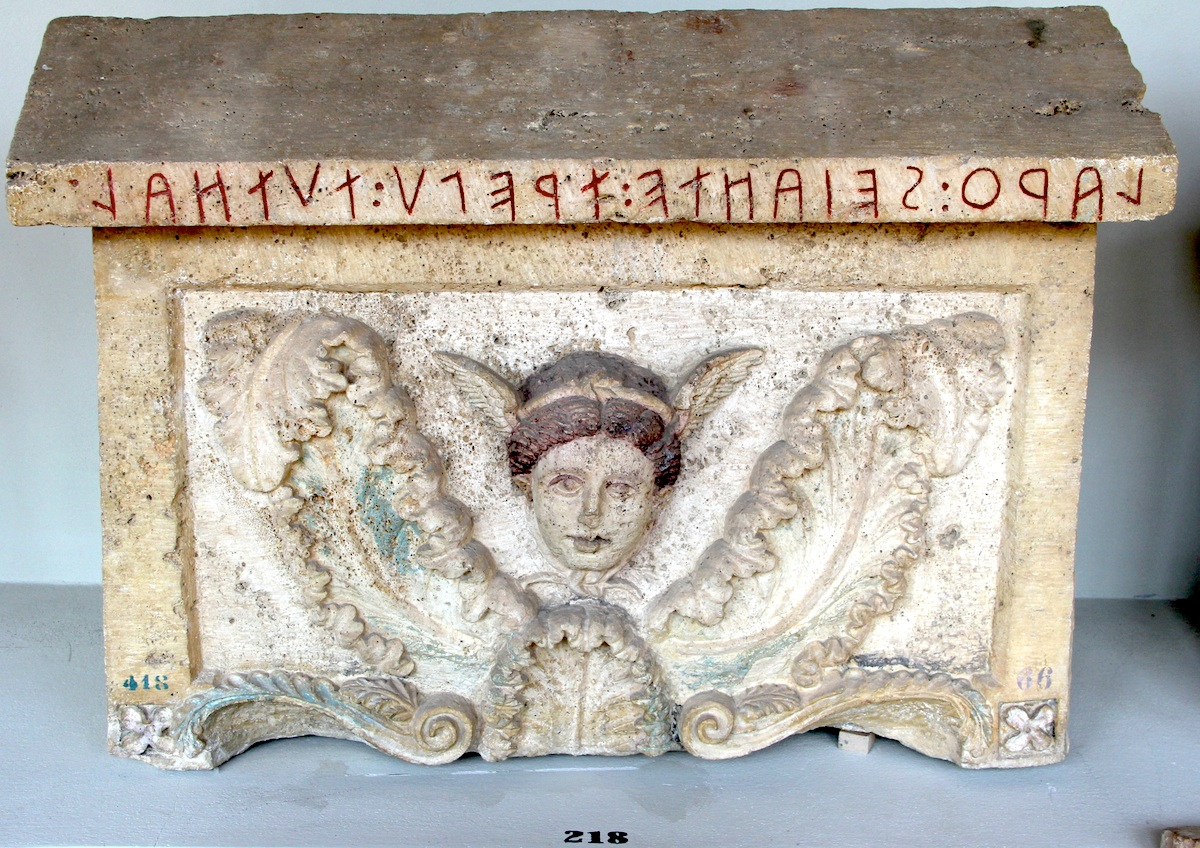
Tête de Méduse sur sarcophage. Vers IVe siècle av. J.-C.
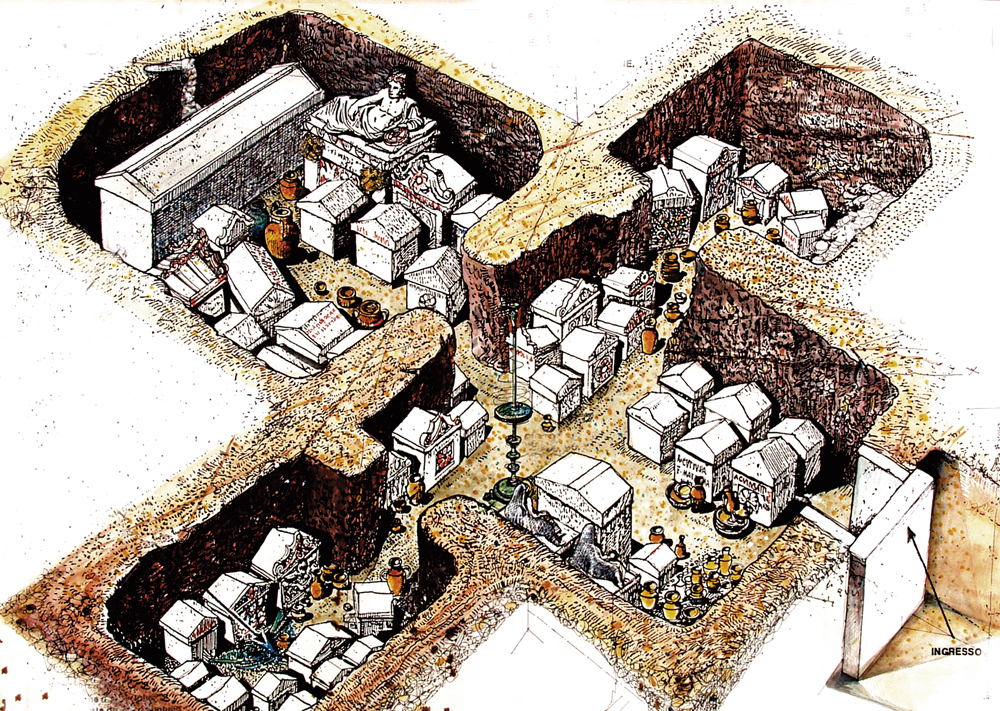
Reconstitution tombe Cai Cutu

Une exposition permanente sur les amulettes et porte-bonheur est également présente dans les lieux.